# Rachael Darragh
Rachael Darragh (* 24. September 1997 in Letterkenny) ist eine nordirische Badmintonspielerin.

## Karriere
Rachael Darragh siegte 2017 erstmals bei den irischen Meisterschaften. Weitere Titelgewinne folgten 2018, 2019, 2021 und 2022. 2024 startete sie bei den Olympischen Spielen in Paris. Im Dameneinzel schied sie dabei schon in der Vorrunde aus.

## Erfolge

### BWF International Challenge/Series
Dameneinzel
| Jahr | Wettbewerb               | Gegner         | Ergebnis     | Resultat |
| ---- | ------------------------ | -------------- | ------------ | -------- |
| 2021 | Lithuanian International | Malvika Bansod | 14–21, 11–21 | Finalist |

Damendoppel
| Jahr | Wettbewerb             | Partner            | Gegner                        | Ergebnis     | Resultat |
| ---- | ---------------------- | ------------------ | ----------------------------- | ------------ | -------- |
| 2012 | Irish International    | Alannah Stephenson | Sinead Chambers Jennie King   | 18–21, 14–21 | Finalist |
| 2020 | Portugal International | Sara Boyle         | Lauren Middleton Holly Newall | 20–22, 23–25 | Finalist |